# Cañeros de San Jacinto
Cañeros de San Jacinto  es un baile creado por un profesor, inspirado en el trabajo de los cortadores de caña de las haciendas. Esta danza se baila en los concursos de escuelas y colegios. 
En el baile participan hombres y mujeres. Los miembros de cada género visten diferente para la coreografía. Los hombres usan un traje blanco y su rostro lo cubren con una careta.Además un sombrero típico es parte de su atuendo. Las mujeres usan un colorido traje. La falda cumple un papel importante, pues con ella se ejecuta la mayoría de los pasos; lucen en la cabeza una corona guarnecida llamativamente con flores. 
Durante toda la coreografía se ve cómo los pobladores viven en su pueblo. En el epílogo de sus presentaciones danzarías, se apilan tallos de caña de azúcar en el centro, ya que en la región de Áncash resalta mucho la caña por su increíble abundancia y por su comercio.
Los pasos de la danza son calificados como agotadores para el ejecutante; pues los varones utilizan mucho la fuerza y resistencia de las piernas. Y los brazos en las mujeres asumen mucha dinámica. Todo lo cual exige bastante fortaleza y brío sostenido.

## Génesis de la danza
Se da la danza en el valle de Purhuay con el ir y venir de los pobladores que regresaban de las haciendas hacia sus pueblos de origen. Es así que en uno de estos viajes los pobladores morían de hambre hasta que encontraron una chacra de caña. Es así donde los pobladores la consumen y ayudan en su economía con la venta. Presentan los hacendados en forma satírica con agilidad y destreza, bailando con machetes recordando los tiempos del trabajo en las haciendas.

## Fecha de la festividad
La Fiesta de la Virgen de la Natividad en el valle de Purhuay se celebra cada 8 de septiembre teniendo como concurrencia los pueblos aledaños como Jocos, Quilca, Chingalpo, Acobamba, Quiches, quienes asisten con sus pachaques (grupos de danza) para la celebración de Mama Ñati.

## Clasificación y mensaje
Por la festividad en que se presenta como una danza para hacer ciertos ritos y ofrendas, se clasifica como una danza costumbrista de fiesta de nuestro aniversario  religiosa. Como parte de una tradición renacida es comunitaria; ocasión que participan por lo general los trabajadores de las ex haciendas; hombres y mujeres comandados por el capataz de la hacienda ejecutan sus pasos y cantos dando gracias al santo patrón a través de ritos.  Se hace una remembranza de cómo los obreros de las haciendas donde se cultivaba caña de azúcar, llevan al Santo patrón a las chacras del valle, para que bendiga a la tierra y así la "Pachamama" les dé buen fruto en sus cosechas. Por los gestos burlescos a los antiguos explotadores, esta danza se cataloga como festivo-satírica.

## Actores y roles
1. Capataz: Comanda a todo el Pachaque.
2. Cañeros: Representan el mestizaje de lo autóctono con lo foráneo.
3. Kiyayas: Mujeres que con el paso del tiempo se acoplan y acompañan a los cañeros.
4. Crucero: Personaje encargado de llevar una cruz adornada de Palmeras, espejos y cintas multicolores.

Fases de Representación de la Danza En la representación artística, se recoge parte de la secuencia de las actividades llevados a cabo como son:
1- Procesión con una cruz: Que representa la llegada de los comuneros a la capilla de Purhuay.
2- Llegada a la Iglesia de Purhuay: donde se hace al pago u ofrenda con frutas con cantos y coplas por parte los familiares del mayordomo.
3- Presentación de la danza: homenajeando a la virgen.
4-Quema de Caña: Ritual a la tierra.
5- Baile con bandera: Una sola persona que representa al capataz.
6- Demostración de destreza y habilidad: Forman la torre entre los cañeros.
7- El canto de todos los asistentes.
8- Despedida: Se repite la procesión con la cruz adornada con espejos sujetados con una fajas en la cintura de un poblador y sostenida con cintas de colores por las mujeres o Kiyayas.

## Dinámica y estructura

### Instrumentos de música
- Quenilla o Pito.

- Tambores.

- Bombo.

### Herramientas
- Machete Utilería
- Bandera
- Cañas de azúcar (usada por mujeres y varones)
- Cruz de madera.